# Avitosmerus canadensis
Avitosmerus canadensis è un pesce osseo estinto, appartenente ai teleostei. Visse nel Cretaceo superiore (Turoniano, circa 95 - 90 milioni di anni fa) e i suoi resti fossili sono stati ritrovati in Canada.

## Descrizione
Questo pesce possedeva un corpo piuttosto slanciato e di piccole dimensioni; la lunghezza non superava i 13 centimetri. Avitosmerus era abbastanza simile a un'odierna sardina. Era caratterizzato dalla presenza di un sopraorbitale lungo e sottile, di un piccolo sopraopercolo, e dei rami del canale sensorio preopercolare che raggiungevano il limite del preopercolo; il supraneurale anteriore, inoltre, era di dimensioni doppie rispetto a quelli dietro ad esso. Gli elementi della sua pinna caudale, infine, mostrano un alto grado di fusione. 

## Classificazione
Avitosmerus è un rappresentante basale degli Euteleostei, il più grande gruppo di pesci ossei attuali. In particolare, Avitosmerus fa parte di una decina di generi di Euteleostei basali del Cretaceo provenienti da tutto il mondo (Barcarenichthys, Erichalcis, Gaudryella, Gharbouria, Humbertia, Kermichthys, Manchurichthys, Paravinciguerria e Stompooria); l'inclusione di Avitosmerus negli euteleostei si basa sulla presenza di uno stegurale libero e di un grande primo supraneurale, due caratteristiche controverse del clade. In ogni caso, Avitosmerus mostra notevoli somiglianze con altri euteleostei basali: rostrodermetmoide e mesetmoide separati (come in Gaudryella, Erichalcis, Gharbouria, gli Osmeridae e i Coregonidae), condili lobati della hyomandibula (come in Gaudryella e Gharbouria), una spina neurale del primo centro preurale a forma di foglia (come in Kermichthys) e la fusione del paripurale e del primo e secondo upurale (come in Gaudryella). 
Avitosmerus venne descritto per la prima volta nel 2002, sulla base di resti fossili ritrovati nella zona di Lac des Bois (Territori del Nord Ovest, Canada).